# Шфаим
Шфаим (ивр. שפיים‎) — киббуц, расположенный между Нетанией и Герцелией, к западу от Шоссе 2. Находится под юрисдикцией регионального совета Хоф-ха-Шарон. В 2021 году его население составляло 1346 человек.

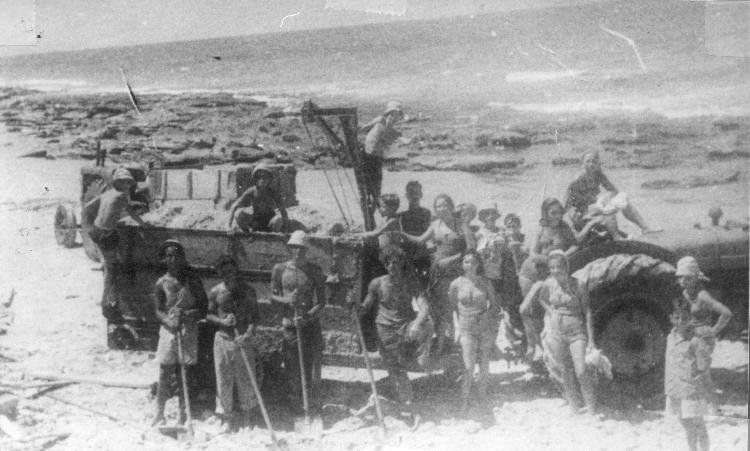
Члены Пальмаха грузят гравий в Шфаим, июль 1947 года

Кибуц Шфаим основан в 1935 году еврейскими иммигрантами из Польши. Во время британского мандата в Палестине Шфаим был базой подпольной иммиграции.
Во время Войны за Независимость кибуц принял беженцев из заброшенного кибуца Бейт-ха-Арава, недалеко от Мертвого моря.
В кибуце с 1984 года действует водный парк Шфаим, который занимает площадь в 60 дунамов.

## Население
По данным Центрального статистического бюро Израиля, население на начало 2020 года составляло 1 302 человека.